# Liste der Stolpersteine in Akershus

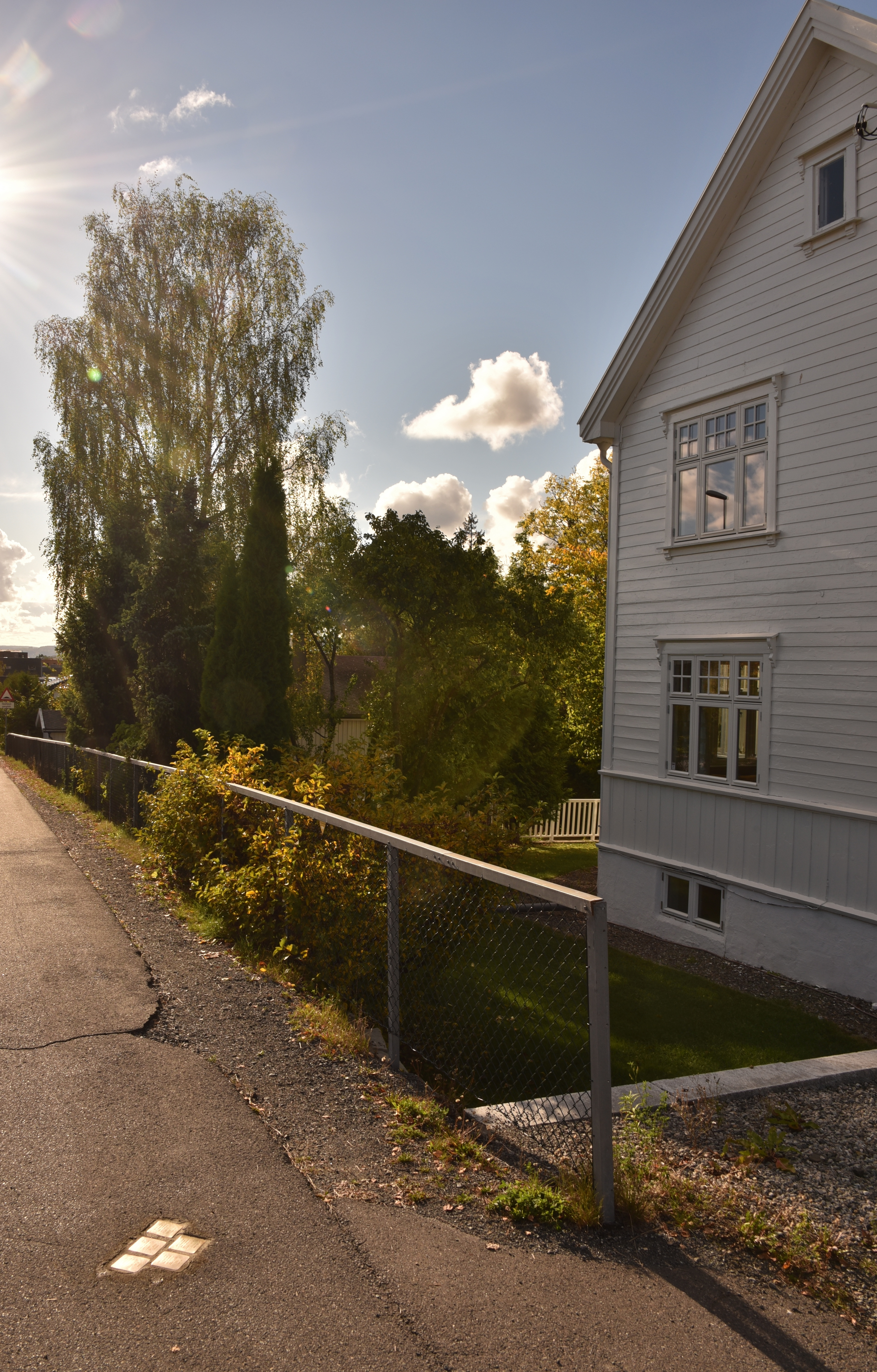
Stolpersteine in Bekkestua

Die Liste der Stolpersteine in Akershus listet alle Stolpersteine in der norwegischen Provinz (Fylke) Akershus auf. Stolpersteine erinnern an das Schicksal der Menschen, die von Nationalsozialisten ermordet, deportiert, vertrieben oder in den Suizid getrieben wurden. Die Stolpersteine wurden vom deutschen Künstler Gunter Demnig konzipiert und werden zumeist von ihm selbst verlegt. Im Regelfall liegen die Stolpersteine vor dem letzten selbstgewählten Wohnort des Opfers. Stolpersteine werden auf Norwegisch snublesteiner genannt.
Alle Stolpersteine dieser Provinz sind jüdischen Opfern gewidmet. Die ersten Verlegungen fanden im Juni 2014 in Hurum, das zu diesem Zeitpunkt noch zur Provinz Buskerud gehörte, statt.

## Holocaust in Norwegen
Norwegen war von 9. April 1940 bis 8. Mai 1945 von deutschen Truppen besetzt. Damals befanden sich rund 2.100 jüdische Norweger und Flüchtlinge aus Mitteleuropa im Land. Von diesen konnten sich rund tausend Personen ins neutrale und nicht besetzte Schweden retten. Am 26. November 1942 wurden von norwegischer Polizei und Gestapo 532 norwegische Juden (302 Männer, 188 Frauen und 42 Kinder) der SS übergeben. Sie gelangten mit einem Frachtschiff der Norddeutschen Lloyd, der Donau, nach Stettin und wurden von dort in das KZ Auschwitz-Birkenau deportiert. 346 von ihnen, darunter alle Frauen und Kinder, wurden unmittelbar nach der Ankunft am 1. Dezember 1942 in den Gaskammern ermordet. 186 Männer überstanden die Selektion und bekamen die Nummern 79064 bis 79249 eintätowiert. Nur neun von ihnen konnten die Shoah überleben. Am 25. Februar wurden weitere 158 Juden mit der Gotenland nach Stettin verschifft und über Berlin nach Auschwitz gebracht. 28 Männer wurden als arbeitsfähig eingestuft, die anderen sofort ermordet. Dies geschah am 3. März 1943.

## Verlegte Stolpersteine

### Asker
In Hurum, einer bis 2019 selbständigen Gemeinde, die heute zu Asker gehört, wurden sechs Stolpersteine an zwei Adressen verlegt:
| Stolperstein | Übersetzung                                                                                          | Verlegeort               | Name, Leben                                  |
| ------------ | --- | ------------------------ | -------------------------------------------- |
|              | HIER LEBTE BEER KOMNICK GEBOREN 1927 DEPORTIERT 1942 AUSCHWITZ GETÖTET JAN. 1943                     | Hurum, Østre Strandvei 4 | Beer Komnick (1927–1943)                     |
|              | HIER LEBTE JAKOB KOMNICK GEBOREN 1897 DEPORTIERT 1942 AUSCHWITZ GETÖTET JAN. 1943                    | Hurum, Østre Strandvei 4 | Jakob Komnick (1897–1943)                    |
|              | HIER LEBTE JULIE KOMNICK GEB. MOLLET GEBOREN 1898 DEPORTIERT 1942 AUSCHWITZ GETÖTET 1.12.1942        | Hurum, Østre Strandvei 4 | Julie Komnick geb. Mollet (1898–1942)        |
|              | HIER LEBTE MORITZ LEOPOLD MOLLET GEBOREN 1891 DEPORTIERT 1942 AUSCHWITZ GETÖTET 1.12.1942            | Hurum, Nordre Sætrevei 4 | Moritz Leopold Mollet (1891–1942)            |
|              | HIER LEBTE ETELE JETTE SCHAPOW GEB. RASUMNY GEBOREN 1895 DEPORTIERT 1942 AUSCHWITZ GETÖTET 1.12.1942 | Hurum, Nordre Sætrevei 4 | Etele Jette Schapow geb. Rasumny (1895–1942) |
|              | HIER LEBTE ISAK SCHAPOW GEBOREN 1896 DEPORTIERT 1942 AUSCHWITZ GETÖTET TODESDATUM UNBEKANNT          | Hurum, Nordre Sætrevei 4 | Isak Schapow (1896–194?)                     |

### Aurskog-Høland
In Bjørkelangen, dem Verwaltungssitz der Kommune Aurskog-Høland, wurde ein Stolperstein verlegt:
| Stolperstein | Übersetzung                                                                            | Verlegeort     | Name, Leben                   |
| ------------ | -------------------------------------------------------------------------------------- | -------------- | ----------------------------- |
|              | HIER WOHNTE BENJAMIN ISACHSEN GEBOREN 1905 DEPORTIERT 1942 AUSCHWITZ GETÖTET 15.1.1943 | Rådhusveien 21 | Benjamin Isachsen (1905–1943) |

### Bærum
In  der Kommune Bærum wurden in zwei Orten insgesamt zehn Stolpersteine verlegt, fünf in Bekkestua an einer Adresse, fünf in Stabbek an zwei Adressen.
| Stolperstein | Übersetzung                                                                                            | Verlegeort                    | Name, Leben                        |
| ------------ | --- | ----------------------------- | ---------------------------------- |
|              | HIER WOHNTE ANNIE LOUISE BENKOW GEB. FLORENCE GEBOREN 1895 DEPORTIERT 1942 AUSCHWITZ GETÖTET 1.12.1942 | Stabekk, Gamle Drammensvei 38 | Annie Louise Benkow (1895–1942)    |
|              | HIER WOHNTE SOLVEIG FLORENCE GEBOREN 1904 DEPORTIERT 1942 AUSCHWITZ GETÖTET 1.12.1942                  | Stabekk, Storengveien 58      | Solveig Florence (1904–1942)       |
|              | HIER WOHNTE JENNY JAKUBOWITZ GEBOREN 1935 DEPORTIERT 1942 AUSCHWITZ GETÖTET 1.12.1942                  | Bekkestua, Nadderudveien 16   | Jenny Jakubowitz (1935–1942)       |
|              | HIER WOHNTE MINA JAKUBOWITZ GEB. JAKUBOWITZ GEBOREN 1908 DEPORTIERT 1942 AUSCHWITZ GETÖTET 1.12.1942   | Bekkestua, Nadderudveien 16   | Mina Jakubowitz (1908–1942)        |
|              | HIER WOHNTE RUDOLF JAKUBOWITZ GEBOREN 1889 DEPORTIERT 1942 AUSCHWITZ GETÖTET 1.12.1942                 | Bekkestua, Nadderudveien 16   | Rudolf Jakubowitz (1889–1942)      |
|              | HIER WOHNTE SIMON KAI JAKUBOWITZ GEBOREN 1933 DEPORTIERT 1942 AUSCHWITZ GETÖTET 1.12.1942              | Bekkestua, Nadderudveien 16   | Simon Kai Jakubowitz (1933–1942)   |
|              | HIER WOHNTE SONJA HENNY JAKUBOWITZ GEBOREN 1931 DEPORTIERT 1942 AUSCHWITZ GETÖTET 1.12.1942            | Bekkestua, Nadderudveien 16   | Sonja Henny Jakubowitz (1931–1942) |
|              | HIER WOHNTE ADA ESTER KAHN GEBOREN 1938 DEPORTIERT 1942 AUSCHWITZ GETÖTET 1.12.1942                    | Stabekk, Storengveien 58      | Ada Ester Kahn (1938–1942)         |
|              | HIER WOHNTE CECILIE KAHN GEB. FLORENCE GEBOREN 1900 DEPORTIERT 1942 AUSCHWITZ GETÖTET 1.12.1942        | Stabekk, Storengveien 58      | Cecilie Kahn (1900–1942)           |
|              | HIER WOHNTE REBEKKA CECILIE OSTER GEBOREN 1914 DEPORTIERT 1942 AUSCHWITZ GETÖTET 1.12.1942             | Stabekk, Gamle Drammensvei 38 | Rebekka Cecilie Oster (1914–1942)  |

### Jevnaker
In Jevnaker wurden drei Stolpersteine an einer Adresse verlegt:
| Stolperstein | Übersetzung                                                                                   | Verlegeort           | Name, Leben                           |
| ------------ | --------------------------------------------------------------------------------------------- | -------------------- | ------------------------------------- |
|              | HIER WOHNTE DAVID HEIMAN BERSOHN GEBOREN 1863 DEPORTIERT 1943 AUSCHWITZ GETÖTET 3.3.1943      | «Brovoll», Nesbakken | David Heiman Bersohn (1863–1943)      |
|              | HIER WOHNTE ISAK MEYER BERSOHN GEBOREN 1902 DEPORTIERT 1942 AUSCHWITZ GETÖTET 15.1.1943       | «Brovoll», Nesbakken | Isak Meyer Bersohn (1902–1943)        |
|              | HIER WOHNTE MARKUS ALEKSANDER BERSOHN GEBOREN 1904 DEPORTIERT 1942 AUSCHWITZ GETÖTET 9.1.1943 | «Brovoll», Nesbakken | Markus Aleksander Bersohn (1904–1943) |

### Lillestrøm
In Lillestrøm selbst wurde ein Stolperstein verlegt. In der zur Kommune gehörigen Ortschaft Strømmen liegen acht Stolpersteine an einer Adresse. Die Beschädigungen der Stolpersteine wurden mit hoher Wahrscheinlichkeit unbeabsichtigt durch Schneeräumgeräte verursacht. Die Organisatoren ersetzten alljährlich die beschädigten Steine des Winters davor.
| Stolperstein | Übersetzung                                                                                                | Verlegeort            | Name, Leben                            |
| ------------ | --- | --------------------- | -------------------------------------- |
|              | IN STRØMMEN WOHNTE BENJAMIN BILD GEBOREN 1912 DEPORTIERT 1941 GROSS ROSEN GETÖTET 26.12.1941               | Strømmen, Skolegata 1 | Benjamin Bild (1912–1941)              |
|              | IN STRØMMEN WOHNTE BERNHARD DAVIDSEN GEBOREN 1892 DEPORTIERT 1942 AUSCHWITZ GETÖTET 1.12.1942              | Strømmen, Skolegata 1 | Bernhard Davidsen (1892–1942)          |
|              | IN STRØMMEN WOHNTE DAVID DAVIDSEN GEBOREN 1917 DEPORTIERT 1942 AUSCHWITZ GETÖTET 17.2.1943                 | Strømmen, Skolegata 1 | David Davidsen (1917–1943)             |
|              | IN SAGDALEN GING ZUR SCHULE JOHN CHARLES DAVIDSEN GEBOREN 1935 DEPORTIERT 1942 AUSCHWITZ GETÖTET 1.12.1942 | Strømmen, Skolegata 1 | John Charles Davidsen (1935–1942)      |
|              | IN STRØMMEN WOHNTE MICHAEL DAVIDSEN GEBOREN 19217 DEPORTIERT 1942 AUSCHWITZ GETÖTET 31.1.1943              | Strømmen, Skolegata 1 | Michael Davidsen (1921–1943)           |
|              | IN STRØMMEN WOHNTE NINA DAVIDSEN GEB. FREIMAN GEBOREN 1895 DEPORTIERT 1942 AUSCHWITZ GETÖTET 1.12.1942     | Strømmen, Skolegata 1 | Nina Davidsen geb. Freiman (1895–1942) |
|              | IN STRØMMEN WOHNTE RUTH DAVIDSEN GEBOREN 1924 DEPORTIERT 1942 AUSCHWITZ GETÖTET 1.12.1942                  | Strømmen, Skolegata 1 | Ruth Davidsen (1924–1942)              |
|              | HIER ARBEITETE ISAK KERMANN GEBOREN 1885 DEPORTIERT 1942 AUSCHWITZ GETÖTET 1.12.1942                       | Lillestrøm, Voldgata  | Isak Kermann (1885–1942)               |
|              | HIER WOHNTE ISRAEL SMITH GEBOREN 1882 DEPORTIERT 1942 AUSCHWITZ GETÖTET 1.12.1942                          | Strømmen, Skolegata 1 | Israel Smith (1882–1942)               |

### Lørenskog
In Fjellhamar, einer Ortschaft in Lørenskog, wurden sieben Stolpersteine an einer Adresse verlegt:
| Stolperstein | Übersetzung                                                                                | Verlegeort                   | Name, Leben                     |
| ------------ | ------------------------------------------------------------------------------------------ | ---------------------------- | ------------------------------- |
|              | HIER WOHNTE ARVID BODD GEBOREN 1922 DEPORTIERT 1942 AUSCHWITZ GETÖTET 20.2.1943            | Fjellhamar, Haneborgveien 70 | Arvid Bodd (1922–1943)          |
|              | HIER WOHNTE BJØRN BENJAMIN BODD GEBOREN 1926 DEPORTIERT 1942 AUSCHWITZ GETÖTET 20.2.1943   | Fjellhamar, Haneborgveien 70 | Bjørn Benjamin Bodd (1926–1943) |
|              | HIER WOHNTE ISAK BODD GEBOREN 1927 DEPORTIERT 1942 AUSCHWITZ GETÖTET 1.12.1942             | Fjellhamar, Haneborgveien 70 | Isak Bodd (1927–1942)           |
|              | HIER WOHNTE LIV BODD GEBOREN 1926 DEPORTIERT 1942 AUSCHWITZ GETÖTET 1.12.1942              | Fjellhamar, Haneborgveien 70 | Liv Bodd (1926–1942)            |
|              | HIER WOHNTE MARY DORA BODD GEBOREN 1922 DEPORTIERT 1942 AUSCHWITZ GETÖTET 1.12.1942        | Fjellhamar, Haneborgveien 70 | Mary Dora Bodd (1922–1942)      |
|              | HIER WOHNTE RAKEL BODD GEB. REIFF GEBOREN 1897 DEPORTIERT 1942 AUSCHWITZ GETÖTET 1.12.1942 | Fjellhamar, Haneborgveien 70 | Rakel Bodd (1897–1942)          |
|              | HIER WOHNTE SALOMON DAVID BODD GEBOREN 1898 DEPORTIERT 1942 AUSCHWITZ GETÖTET 26.1.1942    | Fjellhamar, Haneborgveien 70 | Salomon David Bodd (1898–1943)  |

### Nordre Follo
In Kolbotn, einer Ortschaft der Gemeinde Nordre Follo, wurden acht Stolpersteine an einer Adresse verlegt. Zum Zeitpunkt der Verlegung war die Ortschaft Teil der früheren Kommune Oppegård.
| Stolperstein | Übersetzung                                                                                                | Verlegeort                   | Name, Leben                                |
| ------------ | --- | ---------------------------- | ------------------------------------------ |
|              | IN OPPEGÅRD WOHNTE WALTER EINZIGER GEBOREN 1905 DEPORTIERT 1942 AUSCHWITZ GETÖTET 1.12.1942                | Kolbotn, Jan Baalsruds plass | Walter Einziger (1905–1942)                |
|              | IN OPPEGÅRD WOHNTE EMIL GUNST GEBOREN 1891 DEPORTIERT 1943 AUSCHWITZ GETÖTET 3.3.1943                      | Kolbotn, Jan Baalsruds plass | Emil Gunst (1891–1943)                     |
|              | IN OPPEGÅRD WOHNTE GERTRUD GUNST GEBOREN 1930 DEPORTIERT 1942 AUSCHWITZ GETÖTET 1.12.1942                  | Kolbotn, Jan Baalsruds plass | Gertrud Gunst (1930–1942)                  |
|              | IN OPPEGÅRD WOHNTE LILLY ANNA GUNST GEB. REICH GEBOREN 1911 DEPORTIERT 1942 AUSCHWITZ GETÖTET 1.12.1942    | Kolbotn, Jan Baalsruds plass | Lilly Anna Gunst geb. Reich (1911–1942)    |
|              | IN OPPEGÅRD WOHNTE ERNST KNÖPFLER GEBOREN 1906 DEPORTIERT 1942 AUSCHWITZ TODESTAG UNBEKANNT                | Kolbotn, Jan Baalsruds plass | Ernst Knöpfler                             |
|              | IN OPPEGÅRD WOHNTE HELENE KNÖPFLER GEB. STEINBERG GEBOREN 1915 DEPORTIERT 1942 AUSCHWITZ GETÖTET 1.12.1942 | Kolbotn, Jan Baalsruds plass | Helene Knöpfler geb. Steinberg (1915–1942) |
|              | IN OPPEGÅRD WOHNTE LEOPOLD KNÖPFLER GEBOREN 1933 DEPORTIERT 1942 AUSCHWITZ GETÖTET 1.12.1942               | Kolbotn, Jan Baalsruds plass | Leopold Knöpfler (1933–1942)               |
|              | IN OPPEGÅRD WOHNTE ODD KNÖPFLER GEBOREN 1940 DEPORTIERT 1942 AUSCHWITZ GETÖTET 1.12.1942                   | Kolbotn, Jan Baalsruds plass | Odd Knöpfler (1940–1942)                   |

### Vestby
In Son, einer Ortschaft der Kommune Vestby, wurde ein Stolperstein verlegt:
| Stolperstein | Übersetzung                                                                                      | Verlegeort         | Name, Leben                  |
| ------------ | ------------------------------------------------------------------------------------------------ | ------------------ | ---------------------------- |
|              | HIER WOHNTE ARTHUR ROSENBERG GEBOREN 1899 DEPORTIERT 1942 SACHSENHAUSEN LUBLIN GETÖTET OKT. 1942 | Son, Feierbakken 6 | Arthur Rosenberg (1899–1942) |

### Ås
In Ås wurden sieben Stolpersteine an drei Adressen verlegt:
| Stolperstein | Übersetzung                                                                               | Verlegeort                                   | Name, Leben                                   |
| ------------ | ----------------------------------------------------------------------------------------- | -------------------------------------------- | --------------------------------------------- |
|              | HIER WOHNTE HERMAN BILD GEBOREN 1882 DEPORTIERT 1942 AUSCHWITZ GETÖTET 1.12.1942          | Sentralveien (an der Kreuzung Solfallsveien) | Herman Bild (1882–1942)                       |
|              | HIER WOHNTE THINA BILD GEBOREN 1881 DEPORTIERT 1942 AUSCHWITZ GETÖTET 1.12.1942           | Sentralveien (an der Kreuzung Solfallsveien) | Thina Bild (1881–1942)                        |
|              | HIER WOHNTE LEOPOLD LARS BILD GEBOREN 1910 DEPORTIERT 1942 AUSCHWITZ GETÖTET 1.2.1943     | Sentralveien (an der Kreuzung Solfallsveien) | Leopold Lars Bild (1910–1943)                 |
|              | HIER WOHNTE PHILIP MOSES BILD GEBOREN 1920 DEPORTIERT 1942 AUSCHWITZ TODESDATUM UNBEKANNT | Sentralveien (an der Kreuzung Solfallsveien) | Philip Moses Bild (1920-Todesdatum unbekannt) |
|              | HIER WOHNTE IDA SELINE BILD GEBOREN 1922 DEPORTIERT 1942 AUSCHWITZ GETÖTET 1.12.1942      | Sentralveien (an der Kreuzung Solfallsveien) | Ida Seline Bild (1922–1942)                   |
|              | HIER ARBEITETE ISAK GLICK GEBOREN 1915 DEPORTIERT 1942 AUSCHWITZ GETÖTET 19.1.1943        | Ole Sverres plass 1                          | Isak Glick (1915–1943)                        |
|              | ZUR SCHULE GING HIER ROBERT REISS GEBOREN 1928 DEPORTIERT 1943 AUSCHWITZ GETÖTET 3.3.1943 | Vollholen 39 (Gastgewerbeschule)             | Robert Reiss (1928–1943)                      |

## Verlegedaten
Die Stolpersteine in der Provinz Viken wurden an folgenden Tagen verlegt:
- 12. Juni 2014: Asker (Hurum)[56]
- 2. Juni 2015: Aurskog-Høland (Bjørkelangen),[57] Lillestrøm (Strømmen und Voldgata),[58][59] Lørenskog (Fjellhamar)[60]
- 9. September 2015: Bærum[61][62][63]
- 7. Juni 2016: Jevnaker[64]
- 24. August 2017: Vestby (Son)[65]
- 12. Juni 2019: Nordre Follo (Kolbotn)[66]